# Heimer (Viersen)
Heimer ist ein Ortsteil der nordrhein-westfälischen Kreisstadt Viersen. Innerhalb des Viersener Stadtgebiets liegt die Ortschaft Heimer im Süden des Stadtbezirks Alt-Viersen, in unmittelbarer Nähe der Stadtgrenze zu Mönchengladbach.

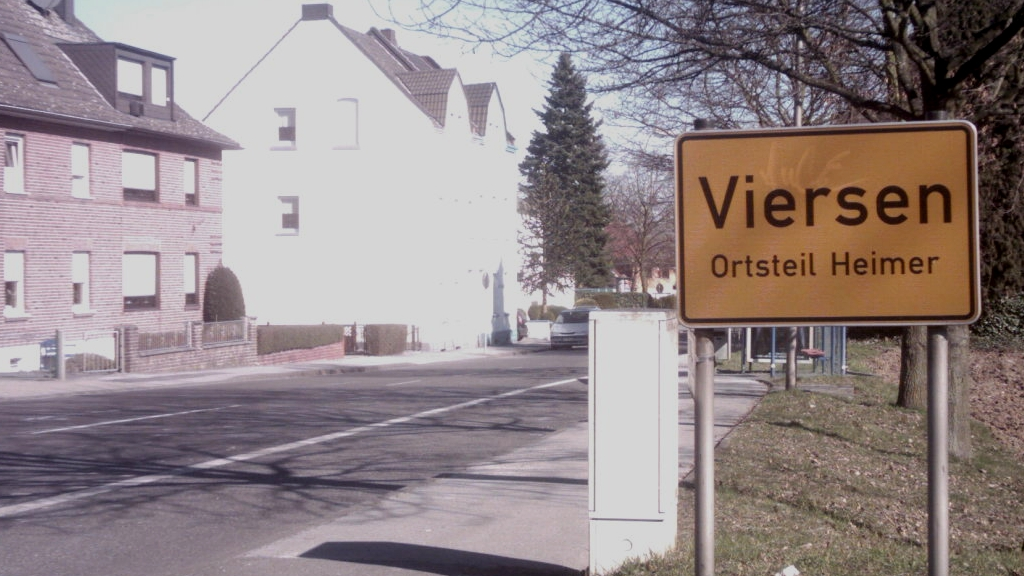
Ortseingang des Viersener Ortsteils Heimer (aus Richtung Helenabrunn)

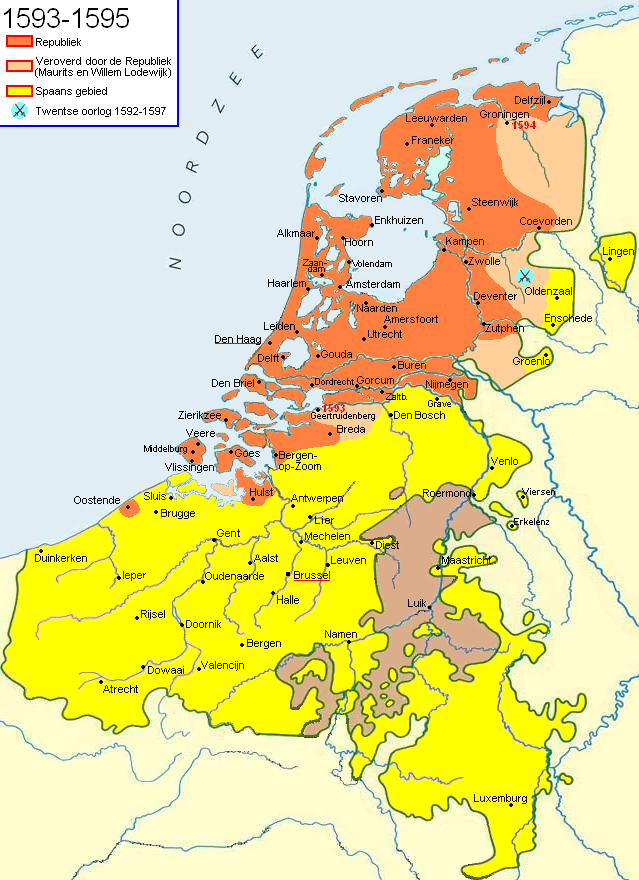
Die Spanischen Niederlande und die Republik der sieben vereinigten niederländischen Provinzen Ende des 16. Jahrhunderts.

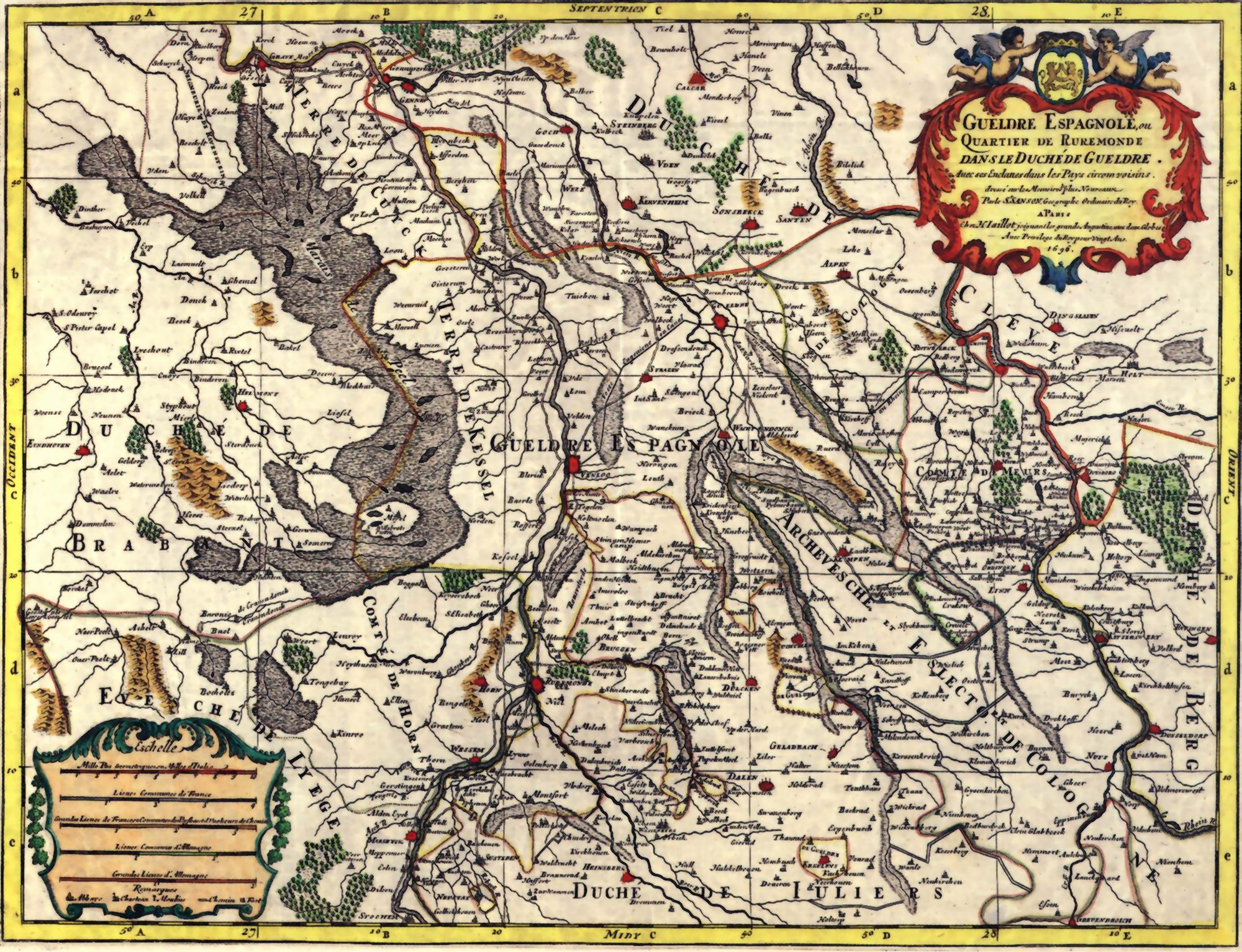
Diese alte Karte von 1696 des französischen Kartographen Hubert Jaillot zeigt die politisch-geografische Lage Alt-Viersens („Viersen DE GUELDRE“) als Exklave des seinerzeit von Spanien beherrschten Geldrischen Oberquartiers (gelb-umrandete Fläche)

 In älteren Quellen wird der Ort auch als Heymenrade, Heimerath oder Heymer bezeichnet.

## Geschichte
Heimer ist bereits seit Jahrhunderten ein Ortsteil von Alt-Viersen ohne eigene Gemeindeverwaltung und ist daher mit der Geschichte Alt-Viersens eng verflochten. Auch hinsichtlich der Kirchenverwaltung war und ist in Heimer keine Eigenständigkeit sichtbar, der Ort ist Teil des katholischen Pfarrbezirks St. Helena, dessen Pfarrkirche sich im unmittelbar benachbarten Helenabrunn befindet. Zu diesem Pfarrbezirk gehören neben Helenabrunn und Heimer auch noch weitere Ortschaften im Süden von Alt-Viersen, wie z. B. Ummer, Ompert oder Bötzlöh.
Ab 1340 wurde das Gebiet von Alt-Viersen als Exklave des Amtes Krickenbeck ein Teil des früheren Herzogtums Geldern. Die erste urkundliche Erwähnung von Heimer als „Heymenrade“ folgte 1381.
1543 verlor das Herzogtum Geldern endgültig seine Selbständigkeit In Folge war Heimer nach 1556 ein Teil der nunmehr Spanischen Niederlande.

## Infrastruktur

### Straßenverkehr
- Nur ca. einen Kilometer südlich von Heimer liegt, unmittelbar hinter der Stadtgrenze, die Autobahnanschlussstelle Mönchengladbach-Nord an der A 52.
- Am westlichen Ortsrand führt die vierspurig ausgebaute Landesstraße 116 (Kölnische Straße) von Mönchengladbach nach Viersen unmittelbar an Heimer vorbei.[1]
- Die Neuwerker Straße verbindet Heimer in Richtung Norden mit dem Viersener Ortsteil Ummer und in Richtung Südosten als Kreisstraße 5 mit dem Mönchengladbacher Ortsteil Lockhütte.[1]
- Außerdem führt die Heimerstraße Richtung Westen in den benachbarten Viersener Ortsteil Helenabrunn.[1]

### Eisenbahn
Im Jahre 1851 wurde mit dem Abschnitt von Viersen nach Mönchengladbach das letzte Teilstück der Eisenbahnstrecke von Duisburg nach Mönchengladbach fertiggestellt. Die Strecke verlief dabei im Viersener Stadtgebiet zunächst ebenerdig und folgte zwischen der Bahnhofstraße in Viersen und in etwa der heutigen Autobahnanschlussstelle Mönchengladbach-Nord dem heutigen Verlauf der Freiheits- bzw. Kölnischen Straße, die es damals noch nicht gab. Dabei wurde auch in Helenabrunn ein Haltepunkt eingerichtet, der ungefähr dort lag, wo sich heute eine Fußgängerbrücke über die vierspurige Kölnische Straße von Helenabrunn nach Heimer schwingt.

Wegen der Vielzahl von Bahnübergängen wurde die Strecke durch das Viersener Stadtgebiet schließlich ab 1917 auf einen Bahndamm verlegt, der etwas östlich der ursprünglichen Trasse verläuft. Dies hatte zur Folge, dass die Eisenbahn nicht mehr unmittelbar an Helenabrunn vorbeiführte, sondern stattdessen etwa einen Kilometer weiter östlich am anderen (östlichen) Ende des Nachbarortes Heimer. Genau dorthin, etwa an die Grenze zwischen Heimer und Lockhütte, wurde damals auch der Bahnhof Helenabrunn verlegt, unter Beibehaltung seines alten Namens, obwohl er nun gar nicht mehr in Helenabrunn lag. Im Jahre 1965 endete der Personenverkehr am Bahnhof Helenabrunn schließlich.

Die frühere Eisenbahntrasse wurde nach 1917 zur Landstraße umgebaut, die im Süden des Viersener Stadtgebiets als Kölnische Straße bezeichnet wird. Der vierspurige Ausbau der Kölnischen Straße erfolgte dann in den frühen 1970er Jahren.
Die von Heimer aus nächstgelegenen Bahnhöfe, die noch in Betrieb sind, sind heute der Bahnhof Viersen und der Mönchengladbacher Hauptbahnhof.

### Busverkehr

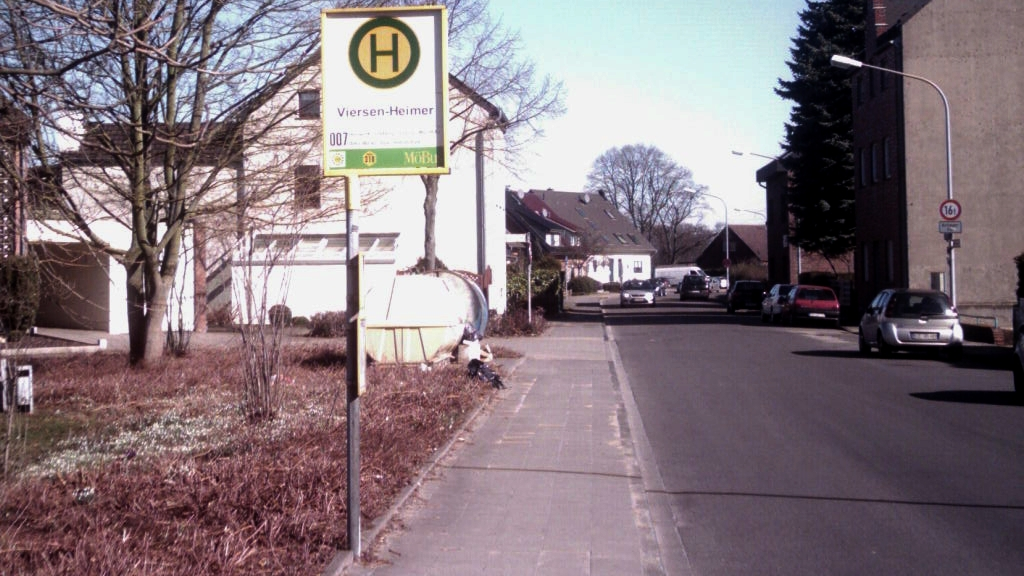
Die Endhaltestelle Viersen-Heimer der Linie 007

Als Ortsteil von Viersen zählt Heimer zum Gebiet des Verkehrsverbunds Rhein-Ruhr und wird
von insgesamt drei Buslinien angefahren (Stand Januar 2018):
| Linie | Strecke | Hinweise                                                                          |
| ----- | --- | --------------------------------------------------------------------------------- |
| CE 89 | Dülken – Viersen Busbf – Viersen Bf – Hamm – Heimer – Helenabrunn, Wegweiser / Mönchengladbach Hbf | ab Viersen-Heimer abwechselnd nach Helenabrunn Wegweiser oder Mönchengladbach Hbf |
| 007   | Viersen-Heimer – Mönchengladbach-Lockhütte – Bettrath – Neuwerk – Uedding – Lürrip – Mönchengladbach Hbf – Alter Markt – Holt – Rheindahlen                                                               |                                                                                   |
| 084   | Helenabrunn, Wegweiser – Helenabrunn – Heimer – Hamm – Viersen Bf – Gereonsplatz → / Casinogarten ← Viersen Busbf – Noppdorf – Stadtgarten – Dülken Busbf – Dülken Rathaus – Dülken, Brandenburger Straße | Die Linie wird ausschließlich im Schülerverkehr bedient.                          |

### Radwanderwege
Die Ortschaft Heimer wird von zwei offiziell ausgewiesenen Radwanderwegen berührt:
- auf gemeinsamem Fahrweg von der Bockerter Heide und Helenabrunn kommend über Heimer weiter Richtung Ummer und zur Niers:
  - Die Mispelroute (Rundweg Alt-Viersen)
  - Die [V]-Route (Rundweg Stadtgebiet Groß-Viersen)

Außerdem führt ca. 1,5 km nördlich von Heimer die internationale Radwanderstrecke Fietsallee am Nordkanal vorbei.

## Vereinswesen und Gesellschaftsleben
Einen eigenen Schützenverein gibt es in Heimer eigentlich nicht, stattdessen hat die Schützenbruderschaft St. Mathias aus dem benachbarten Helenabrunn für die Bevölkerung von Heimer gleich drei Sondergruppen eingerichtet:
- die Heimer Offiziere
- die Heemer Jonges
- den Jägerzug Heimer

## Sehenswürdigkeiten

### Bahnhof Helenabrunn

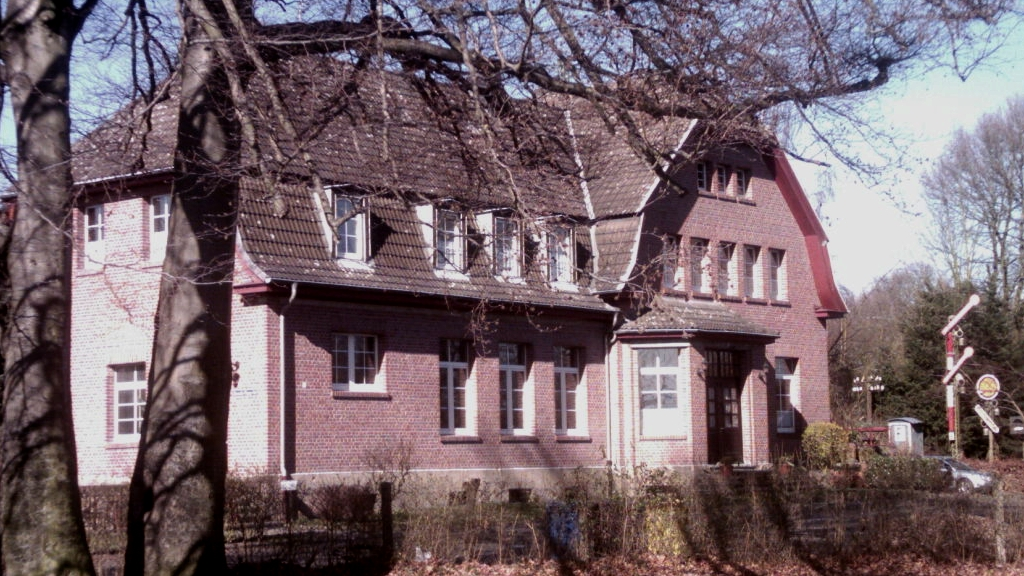
Das ehemalige Empfangsgebäude des Bahnhofs Viersen-Helenabrunn zwischen Viersen-Heimer und Mönchengladbach-Lockhütte

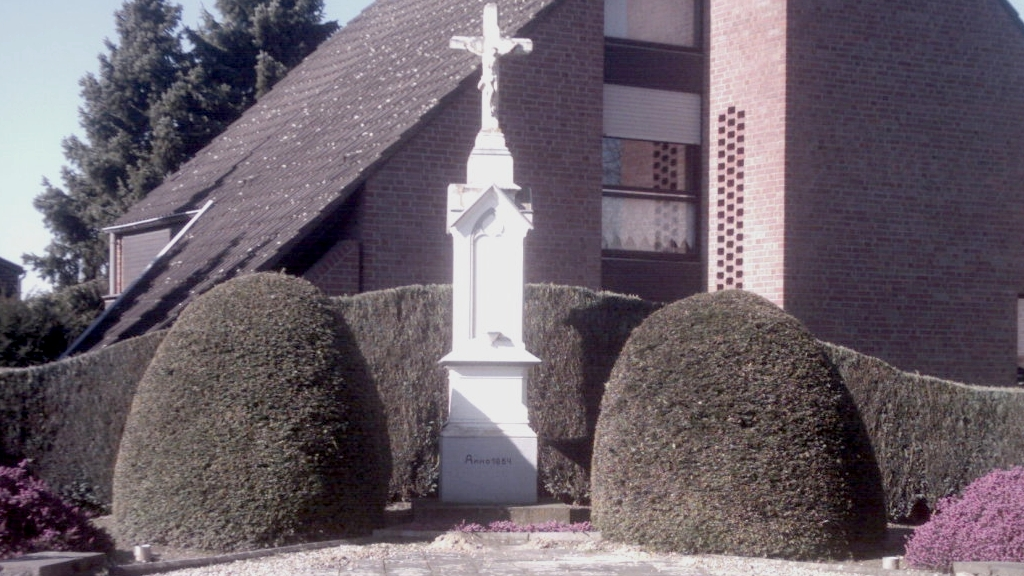
Das Wegkreuz von Heimer an der Ecke Heimerstraße/Neuwerker Straße

Der ursprüngliche Bahnhof Helenabrunn wurde in den 1880er Jahren an der Bahnstrecke Duisburg-Ruhrort–Mönchengladbach eröffnet, die damals noch auf der Trasse der heutigen Kölnischen Straße nach Viersen verlief. Der Bahnhof lag dort, wo heute Helenenstraße und Ummerkirchweg die Kölnische Straße berühren. Nach der Verstaatlichung der Bahngesellschaften wurde die Strecke verlegt und der alte Bahnhof Helenabrunn 1917 geschlossen. Er wurde durch einen weiter östlich an der neuen Trasse gelegenen Bahnhof gleichen Namens ersetzt, der in den 1940er Jahren in Viersen-Helenabrunn umbenannt wurde.
Das Empfangsgebäude des heutigen Bahnhofs Viersen-Helenabrunn wurde im Jahre 1915 errichtet. Es wurde 1993 unter der Listennummer 334 als Baudenkmal unter Denkmalschutz gestellt. Das Gebäude ist für sein Alter recht gut erhalten und gilt als repräsentativ für den Baustil seiner Zeit. Da es sich um ein Bahnhofsgebäude handelt, besteht außerdem ein allgemeines öffentliches Interesse am Erhalt dieser Immobilie. Seit dem Ende des Personenverkehrs in Helenabrunn im Jahre 1965 wird das Objekt als Wohnhaus genutzt. Im Bahnhof Helenabrunn zweigt die Mönchengladbacher Güterumgehungsbahn von der Strecke Ruhrort–Mönchengladbach ab.

### Missionskreuz von Heimer
Eine weitere Sehenswürdigkeit stellt das Missionskreuz von Heimer dar, welches sich an der Ecke Heimerstraße/Neuwerker Straße befindet. Das Kreuz ist auf dem Bild rechts abgebildet, auf dem auch Teile der kleinen dekorativen Grünanlage, die das Kreuz umgibt, zu erkennen sind. Es wurde 1864 errichtet und steht seit 2007 unter Denkmalschutz.

Ähnliche Anlagen finden sich auch an anderen Stellen im Viersener Stadtgebiet und lassen erkennen, wie stark katholisch geprägt das Gebiet vor allem in der Vergangenheit war und z. T. heute noch ist.

## Nähere Umgebung
| Unterbeberich Hamm Ummer | Anrath Vennheide Düpp VIE-Donk              | Neersen MG-Donk |
| Helenabrunn              | Kompassrose, die auf Nachbargemeinden zeigt | MG-Lockhütte    |
| MG-Großheide             | MG-Eicken                                   | MG-Bettrath     |